# Riu Avon (Warwickshire)
L'Avon (pronunciat /ˈeɪvən/) és un riu del centre d'Anglaterra, afluent del Severn, que passa pels comtats de Leicestershire, Northamptonshire, Warwickshire, Worcestershire i Gloucestershire. Atès que a Anglaterra hi ha altres rius anomenats Avon, aquest de vegades rep el nom de Warwickshire Avon o Shakespeare Avon.

## Nom
El seu nom, en anglès antic emprat en l'època celta, volia dir simplement «riu»; és per això que hi ha més d'un riu a Anglaterra anomenat així. Els altres noms d'aquest riu són: Warwickshire Avon i Shakespeare Avon, aquesta darrera denominació és deguda al fet de passar al costat del famós teatre anomenat Royal Shakespear Theatre.
Des del 1719 rep es fan servir dos expressions diferenciar la part baixa del riu —Lower Avon, des de Evesham fins a la desembocadura—, de la part alta —Upper Avon, des de Stratford-upon-Avon fins a Evesham.

## Recorregut
El naixement està en una deu del territori municipal de Naseby, al comtat de Northamptonshire. Durant unes poques milles serveix per marcar la frontera entre Northamptonshire i el comtat de Leicestershire. En aquesta secció es va crear un embassament, Standford Reservoir. Després flueix en direcció oest sud-oest, travessa la vall d'Evesham, a prop dels Cotswolds. Passa per algunes poblacions (Welford, Rugby, Wolston, Warwick, Stratford-upon-Avon, Welford-on-Avon, Bidford-on-Avon, Evesham, Pershore) abans de desguassar en el riu Severn al municipi de Tewkesbury on arriba amb un cabal mitjà de 15,5 m³/s.

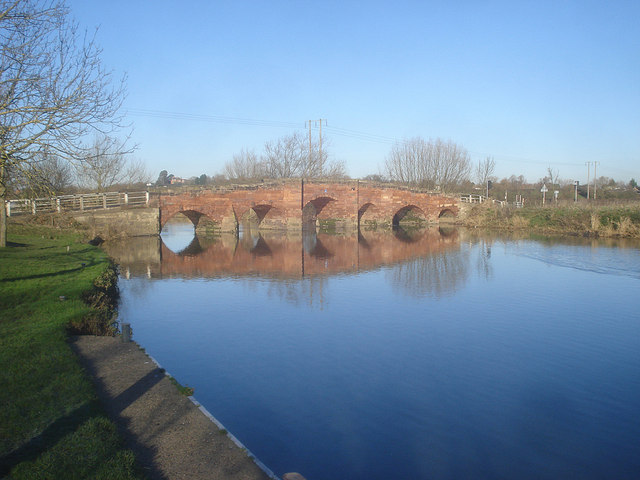
L'Avon a Eckington, Worcestershire.

El riu té una longitud total de 85 milles (137 km) i una conca de captació de 2.670 km². Diversos rius i torrents tributen les seves aigües a l'Avon: el Leam, el Stour, el Sowe, el Dene, l'Arrow, el Swift, l'Isbourne i el Swilgate.
A la vora del riu s'ha creat un camí que va des del naixement fins al riu Severn, a Tewkesbury. Els cartells d'aquesta la ruta, que fa 142 km, estan marcats amb el nom Shakespeare's Avon Way. S'han aprofitat antigues dreceres de vianants que s'han combinat amb camins per a vehicles per tal de respectar la proximitat amb el riu i el medi ambient dins del possible.

## En la prehistòria
Abans de la darrera glaciació fa uns 50.000 anys, només era un petit riu que desguassava cap al nord, al riu Trent. Durant el període glacial Wolstonià, en el Plistocè, el gel va avançar des del nord, l'est i l'oest cap les Midlands, de manera que va quedar bloquejat el flux de l'Avon vers el Trent. Les aigües van quedar atrapades: al nord, a l'est i l'oest dins la glacera, i en la zona dels Cotswolds al sud, van formar un gran llac glacial, que els científics han anomenat Lake Harrison. En el seu punt màxim es considera que aquest llac cobria totalment l'actual comtat de Warwickshire i tenia més de dos peus de fondària. Passats uns 10.000 anys, quan la glacera finalment es va retirar, les aigües van fluir vers el sud-oest seguint la ruta actual.

## Navegabilitat
Des de l'embassament d'Alveston, que està a 3,2 km abans d'arribar a Stratford-upon-Avon, el riu s'ha fet navegable amb la construcció de rescloses i preses. El canal de Stratford-upon-Avon uneix aquest riu amb una resclosa del parc que hi ha davant del Royal Shakespeare Theatre. Pel riu Avon poden navegar embarcacions de 21 m de llargada màxima, 4,1 m d'amplada, 3 m d'alçada i 1,2 m de profunditat des de Tewkesbury fins a Evesham. Més avall d'Evesham, l'amplada es restringeix a 3,8 m i la profunditat a 0,91 m.
Actualment només el transiten embarcacions d'esbarjo. Hi ha molls en moltes poblacions per on passa. Forma part d'un canal artificial, l'Avon Ring, que partint de Stratford-upon-Avon, navegant a través de 175 km, es torna al mateix punt de sortida.

## Història de la navegació
La història de la navegabilitat en aquest riu comença el 1635 amb un decret del rei Carles I que nomenava William Sandys com a garant d'aquest riu i del Teme, donant-li la responsabilitat de vetllar per la respectiva navegabilitat de cadascun. Alguns moliners van protestar perquè s'hi van instal·lar unes rescloses per permetre el pas d'embarcacions, cosa que reduïa considerablement el cabal d'aigua que arribava als molins i Sandys en va comprar alguns. Al final l'únic que va presentar una queixa formal va ser 'sir William Russell i no va ser per les obres de navegació sinó pel preu oferit a canvi de les seves terres. El 1641 el riu ja era navegable fins a 6 km de Warwick.

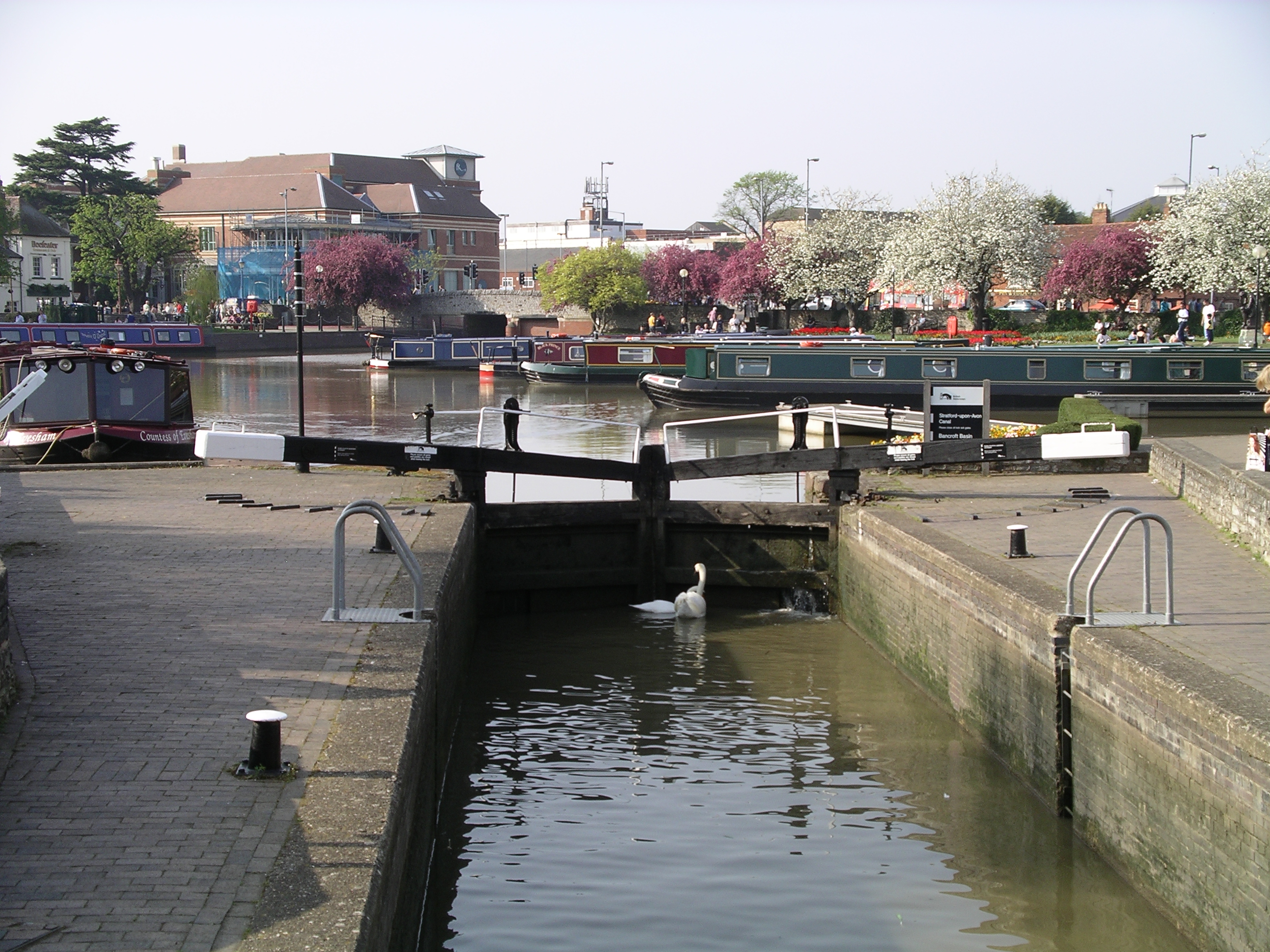
Una de les rescloses del canal que uneix l'Avon amb el canal de Stratford.

Després d'un període de declivi, els drets de navegació es van confirmar per una clàusula d'una llei del 1662, la Stour and Salwarpe Navigation Act. Dos anys després, un equip de treballadors dirigit per Andrew Yarranton, va fer millores en el tram inferior a Evesham. Aquest sindicat treballava per lord Windsor i altres senyors que, a més, van construir tres preses que anaven unides per una sola barrera de tancament, això va permetre que les embarcacions passessin per damunt de bancals de sorra. Amb l'excepció del de Pensham, ja no es va permetre la construcció de molins en els seus marges. La resclosa de Pensham obstaculitzava de vegades el funcionament del molí, quan el nivell de l'aigua quedava per davall de la comporta. Quan l'equip de Yarranton va acabar podien navegar vaixells de 30 tones fins a Stratford.
Als propietaris de vaixells se'ls va classificar en els de la part superior (Upper Avon) i els de la part inferior (Lower Avon), posant com a punt divisori Eversham. El permís de navegació al Lower Avon (des d' Evesham fins al riu Severn) va ser concedit a George Perrott el 1758, que va invertir unes 4.000 lliures per posar les comportes més altes, cosa que va permetre el pas a barques de fins a 40 tones. Les obres van durar fins al 1768. Perrott va voler més tard cobrar per la navegació en el tram que ell havia millorat però s'havia iniciat els treballs per obrir un canal nou, el canal de Stratford, i finalment va aconseguir que incloguessin una clàusula en la llei que forçava al canal de Worcester i Birmingham a fer-li un pagament duaner. Quan les obres del canal de Stratford van estar enllestides, es va encetar una forta competició entre les companyies dels sectors Upper i Lower, per transportar el carbó des de Worcester i Birmingham fins a Evesham. Quan el trànsit va disminuir, Perrott va traspassar la seva concessió a la companyia del canal de Worcester i Birmingham que el va gestionar del 1830 fins al 1851.
Mentrestant, el permís de navegació a la part alta del riu (Upper Avon) va estar en mans de parents de lord Windsor, que va morir el 1758. Aquest tram era molt sinuós i no interessava gaire als transportistes. Només durant un breu temps William James va creure que podria ser una veritable ruta comercial: va comprar totes les terres als marges del riu el 1813 i va persuadir els accionistes del canal de Stratford que calia fer un enllaç entre el seu canal i el riu Avon a Stratford. Aquesta unió es va obrir el 24 de juny del 1816. El 1822, va invertir 6.000 lliures en reparar les rescloses i va acabar en bancarrota. La navegació es va reprendre quan set homes, tots ells connectats amb el canal de Stradford, van adquirir els drets i van transformar la comporta de Lucy en un mecanisme d'escales que millorava el drenatge del riu. La major part del trànsit era de tipus local, i competia amb el sector Lower Avon pel transport de carbó. El 1842 la concessió va passar totalment al canal de Stratford, però hi havia poc tràfic i la concessió no es va renovar l'any 1847. L'arribada del ferrocarril va donar el toc final a la navegació com a negoci, que es va abandonar el 1857. John Broughton, que era el director a Strdford de la companyia ferroviària, va comprar els drets de navegació per 300 lliures, com a complement al negoci del ferrocarril. Aquesta aventura financera va durar poc, ja que el 1875, la companyia ferroviària va decidir deixar el manteniment del riu al·legant que no en tenien cap obligació.

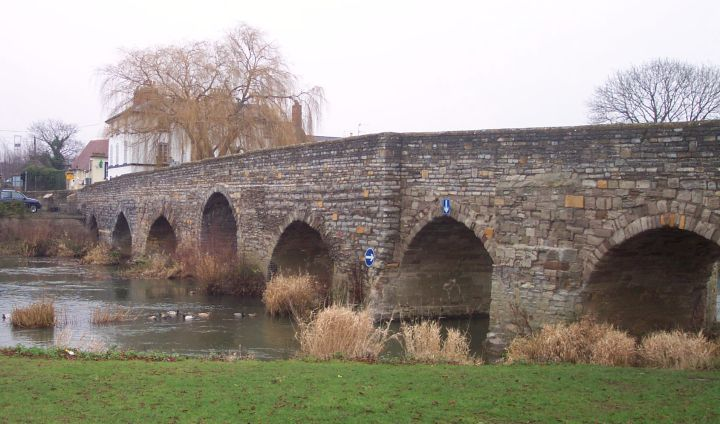
Pont a Bidford-on-avon, amb arcs elevats per permetre la navegació.

La navegació a la part baixa Lower Avon no es va abandonar mai completament. El 1851 el canal de Worcester i Birmingham va renovar la llicència per 21 anys, encara que el trànsit va disminuir considerablement pel ferrocarril, que va obrir una línia entre Ashchurch i Evesham el 1864. Mentre que el seu ús com a via de transport comercial anava en disminució, augmentava l'ús esportiu. A finals de la segona guerra mundial només hi havia un vaixell comercial que anava des de Tewkesbury fins a Pershore, i més amunt havia deixat de ser navegable.
El trànsit comercial va tornar a l'Avon el maig del 2010, com a part d'un pla per construir defenses contra les inundacions a la ciutat de Pershore, arran de les inundacions del 2007, que van causar danys en una sèrie de propietats. S'estan construint bancs d'argila amb material procedent principalment de Birlingham, aigües avall. Unes 15.000 tones d'argila està sent excavades i transportades en barcasses cap a les zones en construcció. A Birlingham, al costat del riu, s'ha creat una reserva d'aiguamolls per la conservació de la fauna, amb 13 hectàrees de prades humides més 2 hectàrees d'aigües obertes i canyissars. Worcestershire Wildlife Trust col·labora en la creació de la reserva, que es dirà Reserva Bennett John. S'estima que l'ús de barcasses per al transport d'argila estalviarà 3.000 viatges de camions entre els dos llocs.